# Anthrax eremobius
Anthrax eremobius är en tvåvingeart som beskrevs av Hesse 1956. Anthrax eremobius ingår i släktet Anthrax och familjen svävflugor. Inga underarter finns listade i Catalogue of Life.